# Volley-ball masculin aux Jeux méditerranéens de 2001
 (août 2024).
Si vous disposez d'ouvrages ou d'articles de référence ou si vous connaissez des sites web de qualité traitant du thème abordé ici, merci de compléter l'article en donnant les références utiles à sa vérifiabilité et en les liant à la section « Notes et références ».
Navigation
1997 2005
Les 14e Jeux méditerranéens se sont déroulés 2 au 15 septembre 2001 à Tunis (Tunisie).

## Équipes présentes
- Albanie
- Algérie
- Chypre
- Espagne
- France
- Grèce
- Italie
- Liban
- Saint-Marin
- Tunisie
- Turquie
- RF de Yougoslavie

## Tour préliminaire

### Composition des groupes
| Poule A                            | Poule B                            | Poule C                                | Poule D                                       |
| ---------------------------------- | ---------------------------------- | -------------------------------------- | --------------------------------------------- |
| Site : Tunis Tunisie Algérie Liban | Site : Tunis France Espagne Chypre | Site : Tunis Turquie Grèce Saint-Marin | Site : Tunis Italie RF de Yougoslavie Albanie |

### Poule B
| No | Équipe  | Points | Matches | Matches | Matches | Sets | Sets   | Sets  | Points | Points | Points |
| No | Équipe  | Points | joués   | gagnés  | perdus  | pour | contre | Ratio | pour   | contre | Ratio  |
| -- | ------- | ------ | ------- | ------- | ------- | ---- | ------ | ----- | ------ | ------ | ------ |
| 1  | France  | 4      | 2       | 2       | 0       | 6    | 2      | 3.000 | 194    | 179    | 1.084  |
| 2  | Espagne | 3      | 2       | 1       | 1       | -    | -      | -     | -      | -      | -      |
| 3  | Chypre  | 2      | 2       | 0       | 2       | -    | -      | -     | -      | -      | -      |

## Phase finale

### Classements 1-4
|  | Quarts de finale                         | Quarts de finale                   |                              |                              | Demi-finales                 | Demi-finales                 |   |  | Finale                             | Finale                             |
|  | Quarts de finale                         | Quarts de finale                   |                              |                              | Demi-finales                 | Demi-finales                 |   |  | Finale                             | Finale                             |
|  |                                          |                                    |                              |                              |                              |                              |   |  |                                    |                                    |
|  | 10-09-01 (23-25 25-19 25-13 25-18)       | 10-09-01 (23-25 25-19 25-13 25-18) |                              |                              | 12-09-01 (25-19 25-19 25-18) | 12-09-01 (25-19 25-19 25-18) |   |  | 13-09-01 (25-21 20-25 15-25 24-26) | 13-09-01 (25-21 20-25 15-25 24-26) |
|  | 10-09-01 (23-25 25-19 25-13 25-18)       | 10-09-01 (23-25 25-19 25-13 25-18) |                              |                              | 12-09-01 (25-19 25-19 25-18) | 12-09-01 (25-19 25-19 25-18) |   |  | 13-09-01 (25-21 20-25 15-25 24-26) | 13-09-01 (25-21 20-25 15-25 24-26) |
|  | Tunisie                                  | 3                                  |                              |                              | 12-09-01 (25-19 25-19 25-18) | 12-09-01 (25-19 25-19 25-18) |   |  | 13-09-01 (25-21 20-25 15-25 24-26) | 13-09-01 (25-21 20-25 15-25 24-26) |
|  | Tunisie                                  | 3                                  |                              |                              | 12-09-01 (25-19 25-19 25-18) | 12-09-01 (25-19 25-19 25-18) |   |  | 13-09-01 (25-21 20-25 15-25 24-26) | 13-09-01 (25-21 20-25 15-25 24-26) |
|  | Grèce                                    | 1                                  |                              |                              | 12-09-01 (25-19 25-19 25-18) | 12-09-01 (25-19 25-19 25-18) |   |  | 13-09-01 (25-21 20-25 15-25 24-26) | 13-09-01 (25-21 20-25 15-25 24-26) |
|  | Grèce                                    | 1                                  | Tunisie                      | 3                            |                              |                              |   |  | 13-09-01 (25-21 20-25 15-25 24-26) | 13-09-01 (25-21 20-25 15-25 24-26) |
|  | 10-09-01 (19-25 21-25 25-21 26-24 15-11) |                                    | Tunisie                      | 3                            |                              |                              |   |  | 13-09-01 (25-21 20-25 15-25 24-26) | 13-09-01 (25-21 20-25 15-25 24-26) |
|  |                                          | France                             | 0                            |                              |                              |                              |   |  | 13-09-01 (25-21 20-25 15-25 24-26) | 13-09-01 (25-21 20-25 15-25 24-26) |
|  | France                                   | France                             | 0                            | 3                            |                              |                              |   |  | 13-09-01 (25-21 20-25 15-25 24-26) | 13-09-01 (25-21 20-25 15-25 24-26) |
|  | France                                   |                                    |                              | 3                            |                              |                              |   |  | 13-09-01 (25-21 20-25 15-25 24-26) | 13-09-01 (25-21 20-25 15-25 24-26) |
|  | RF de Yougoslavie                        | 2                                  |                              |                              |                              |                              |   |  | 13-09-01 (25-21 20-25 15-25 24-26) | 13-09-01 (25-21 20-25 15-25 24-26) |
|  | RF de Yougoslavie                        | 2                                  | Tunisie                      | 1                            |                              |                              |   |  |                                    |                                    |
|  | 10-09-01 (25-18 25-11 25-14)             |                                    | Tunisie                      | 1                            |                              |                              |   |  |                                    |                                    |
|  |                                          | Italie                             | 3                            |                              |                              |                              |   |  |                                    |                                    |
|  | Turquie                                  | Italie                             | 3                            | 3                            |                              |                              |   |  |                                    |                                    |
|  | Turquie                                  | 12-09-01 (17-25 25-20 15-25 16-25) |                              | 3                            |                              |                              |   |  |                                    |                                    |
|  | Chypre                                   | 0                                  |                              |                              |                              |                              |   |  |                                    |                                    |
|  | Chypre                                   | 0                                  | Turquie                      | 1                            |                              |                              |   |  |                                    |                                    |
|  | 10-09-01                                 | 10-09-01                           | Turquie                      | 1                            | Match pour la 3e place       | Match pour la 3e place       |   |  |                                    |                                    |
|  | 10-09-01                                 | 10-09-01                           |                              | Italie                       | Match pour la 3e place       | Match pour la 3e place       | 3 |  |                                    |                                    |
|  | Italie                                   | 3                                  | 13-09-01 (25-23 25-20 25-21) | 13-09-01 (25-23 25-20 25-21) |                              |                              | 3 |  |                                    |                                    |
|  | Italie                                   | 3                                  | 13-09-01 (25-23 25-20 25-21) | 13-09-01 (25-23 25-20 25-21) |                              |                              |   |  |                                    |                                    |
|  | Espagne                                  |                                    |                              | Turquie                      | 3                            |                              |   |  |                                    |                                    |
|  | Espagne                                  |                                    |                              | Turquie                      | 3                            |                              |   |  |                                    |                                    |
|  |                                          |                                    |                              |                              |                              |                              |   |  | France                             | 0                                  |
|  |                                          |                                    |                              |                              |                              |                              |   |  | France                             | 0                                  |

## Classement final
| Place              | Équipe      |
| ------------------ | ----------- |
| Médaille d'or      | Italie      |
| Médaille d'argent  | Tunisie     |
| Médaille de bronze | Turquie     |
| 4                  | France      |
| 5                  | Espagne     |
| 6                  | Yougoslavie |
| 7                  | Grèce       |
| 8                  | Chypre      |
| 9                  | Saint-Marin |
| 10                 | Albanie     |